# پل شکسته (استهبان)
 پل شکسته، روستایی از توابع دهستان ایج بخش مرکزی شهرستان استهبان در استان فارس ایران است.
سد رودبال 
بر روی رودخانه رودبال در این مکان قرار دارد.